# Severní Kivu

Poloha Severního Kivu na mapě Konga

Severní Kivu je konžská provincie. Sousedí na severu s Východní provincií, na východě s Ugandou, Rwandou a jezerem Kivu, na jihu s provincii Jižní Kivu a na západě s provincii Maniema. Hlavním městem provincie je Goma. Mezi další významná města patří Butembo a Beni.
V pohoří Virunga se nachází národní park, který je součástí Světového dědictví UNESCO a žijí v něm kriticky ohrožené gorily horské.
Od roku 1998 se v regionu projevuje politická nestabilita. Proběhly zde dva velké konflikty Druhá válka v Kongu a konflikt v Kivu a nadále zde operují různé povstalecké skupiny. V provincii se nachází bohatá naleziště zlata a vzácných minerálů jako je coltan využívaný při výrobě mobilních telefonů, které pomáhají financovat ozbrojené skupiny a s nimi spojené násilí.